# Vincentius Eugenio Bossilkoff
Vincentius Eugenius Bossilkoff CP oder Eugenio Bossilkov oder Eugen Bossilkof (* 20. November 1900 in Belene; † 5. Oktober 1952 in Sofia) war bulgarisch-katholischer Bischof des Bistums Nicopolis. Er gilt als Märtyrer in der katholischen Kirche und wurde am 15. März 1998 durch Papst Johannes Paul II. seliggesprochen.

## Leben
Der junge Bossilkoff, Sohn einer Bauernfamilie, wurde bereits mit 11 Jahren in die Schule der Passionisten geschickt, da dieser Orden sich in Nordbulgarien seit 1781 sehr um die Katholiken bemühte. Sein Studium absolvierte er in Mook (Niederlande) sowie in Wezembeek (Belgien) und empfing am 20. Juli 1926 die Priesterweihe, als Priester war er Angehöriger der Kongregation der Passion. Seine Studien beendete er am Päpstlichen Orientalischen Institut in Rom.
Nach seiner Rückkehr als Pfarrer legte er seinen Arbeitsschwerpunkt auf die Jugendseelsorge. Mit Eintritt Bulgariens in den Zweiten Weltkrieg (1944) verhalf Bossilkoff vielen Juden zur Flucht und rettete mit weiteren Aktionen das Leben Tausender in Bulgarien lebenden Juden. Mit der Besetzung Bulgarien durch die Sowjetunion begann eine systematische Verfolgung und grausamer Terror gegen alle Religionen.
Am 26. Juli 1947 wurde er zum Bischof von Nicopolis ernannt und am 7. Oktober in sein Amt eingeführt. Noch im selben Jahr wurde er für den Einsatz im Glauben von der kommunistischen bulgarischen Regierung unter Beobachtung gestellt. Am 16. Juli 1952 wurde Bossilkoff in Haft genommen, der Prozess gegen ihn und weitere Verfolgte endete für ihn mit dem Todesurteil durch Erschießen. Die Urteilsvollstreckung erfolgte am 5. Oktober 1952, hierdurch wurde er zum Märtyrer der bulgarisch-katholischen Kirche. Der Gedenktag für ihn wurde auf den 11. November gelegt.
Bereits 1952 hatte Papst Pius XII. mit seiner Enzyklika Orientales ecclesias das Leben und den Märtyrertod von Bossilkoff gewürdigt.

In seiner Predigt zur Seligsprechung am 15. März 1998 nannte Papst Johannes Paul II. den Märtyrerbischof einen Menschen, der sich unermüdlich für seine Gemeinde eingesetzt habe und ohne Zögern dem Martyrium entgegenging. Er sagte weiter: 

„Bischof Bossilkoff wurde zum leuchtenden Ruhm der Kirche in seinem Land. Er war ein furchtloser Zeuge und eines der vielen Opfer, das von atheistischem Kommunismus in Bulgarien hingerichtet wurde.“

1999 wurde Vincent Eugenius Bossilkoff durch das höchste bulgarische Gericht rehabilitiert.